# Glyphodes paralellalis
Glyphodes paralellalis is een vlinder uit de familie grasmotten (Crambidae). De wetenschappelijke naam van deze soort is voor het eerst geldig gepubliceerd in 1917 door Gaede.
De soort komt voor in tropisch Afrika.